# Nostra
Nostra je naselje občine Lesna dolina v okraju Šmohor na Koroškem v Avstriji.